# Tarbek
Tarbek es un municipio situado en el distrito de Segeberg, en el estado federado de Schleswig-Holstein (Alemania), con una población a finales de 2016 de unos 155 habitantes.
Se encuentra ubicado al este de Neumünster y al norte de Hamburgo.